# Tossal Redó (Torrefeta i Florejacs)
El Tossal Redó és una muntanya de 596 metres que es troba al municipi de Torrefeta i Florejacs, a la comarca catalana de la Segarra.